# Centaurea melitensis
Centaurea melitensis (укр. Волошка мальтійська) — вид квіткових рослин родини айстрові (Asteraceae). melitensis — географічний термін з посиланням на Меліту, стара назва острова Мальта, який є типовим місцем виду в первісному описі Ліннея.

## Опис
Однорічна або дворічна трав'яниста рослина. Стебла 10–100 см заввишки, прямовисні, зазвичай розгалужені у верхній половині. Ланцетні базальні листки, верхні — лінійно-ланцетні, цілісні. Базальні листки мають довжину до 8 см. У надземній частині рослина зелена. Жовті квіточки зібрані в поодиноких або в кінцевих групах по 2–5 квіткових головах. Сім'янки 2–3 мм, яйцеподібні, з чубком, майже так само довгим, як і сім'янки. Період цвітіння триває з квітня по серпень. Число хромосом 2n = 24.

## Поширення
Батьківщина: Північна Африка: Алжир; Лівія; Марокко; Туніс. Південна Європа: Боснія і Герцеговина; Хорватія; Греція; Італія; Чорногорія; Франція; Португалія; Гібралтар; Іспанія. Натуралізований: Африка: Кенія; Кабо-Верде; Еритрея; Ефіопія; Південна Африка. Австралія; Нова Зеландія; Північна Америка: США; Мексика — Баха-Норте; Канада — Британська Колумбія. Південна Америка: Аргентина; Чилі; Уругвай; Еквадор — Пичинча; Перу. Тихоокеанський регіон: США — Гаваї; Нова Каледонія. Європа: Бельгія; Чехія; Німеччина; Польща; Швейцарія; Норвегія; Об'єднане Королівство. Росте на луках, на пустирях, уздовж доріг і у відкритих місцях.

## Галерея

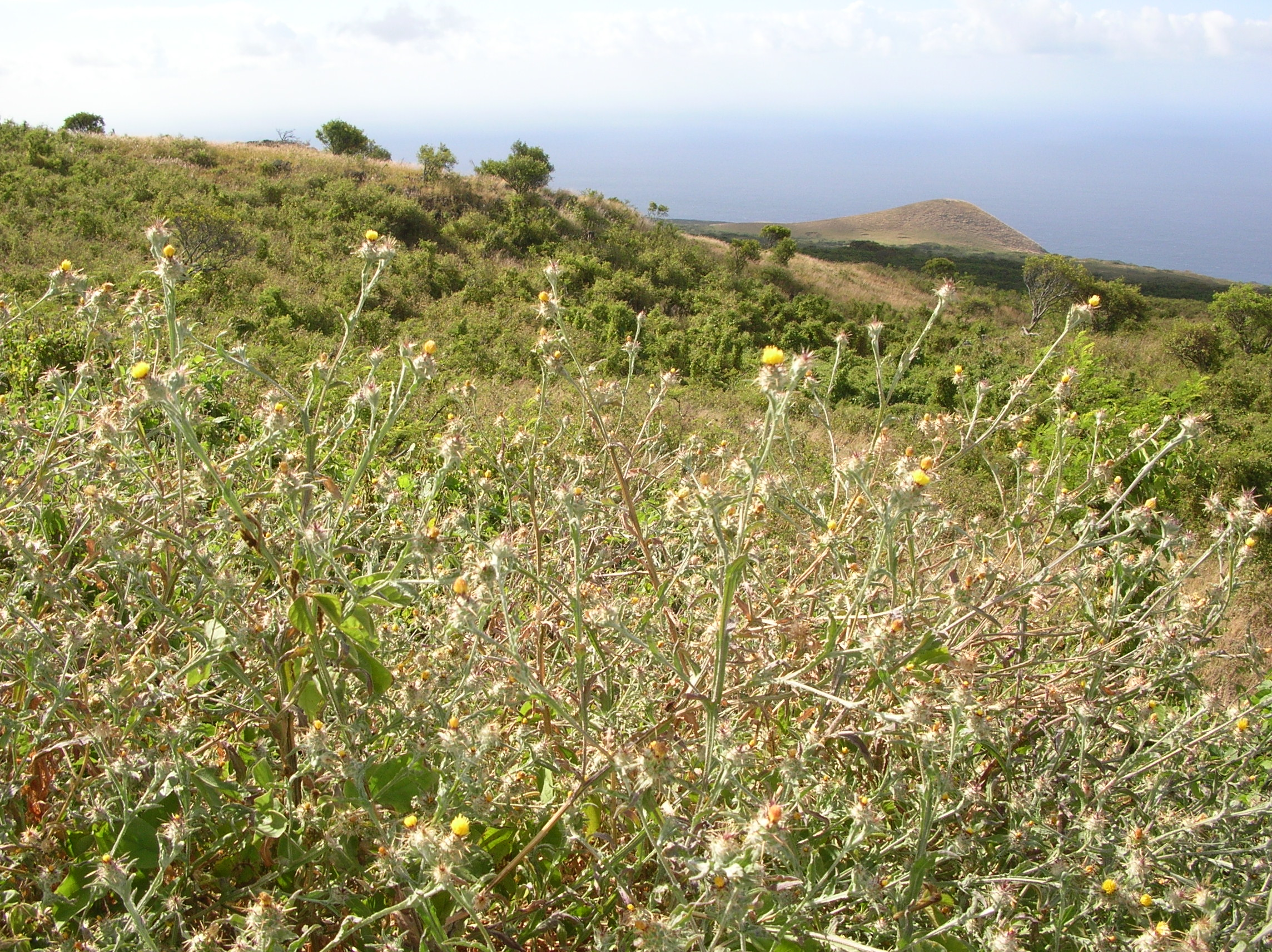
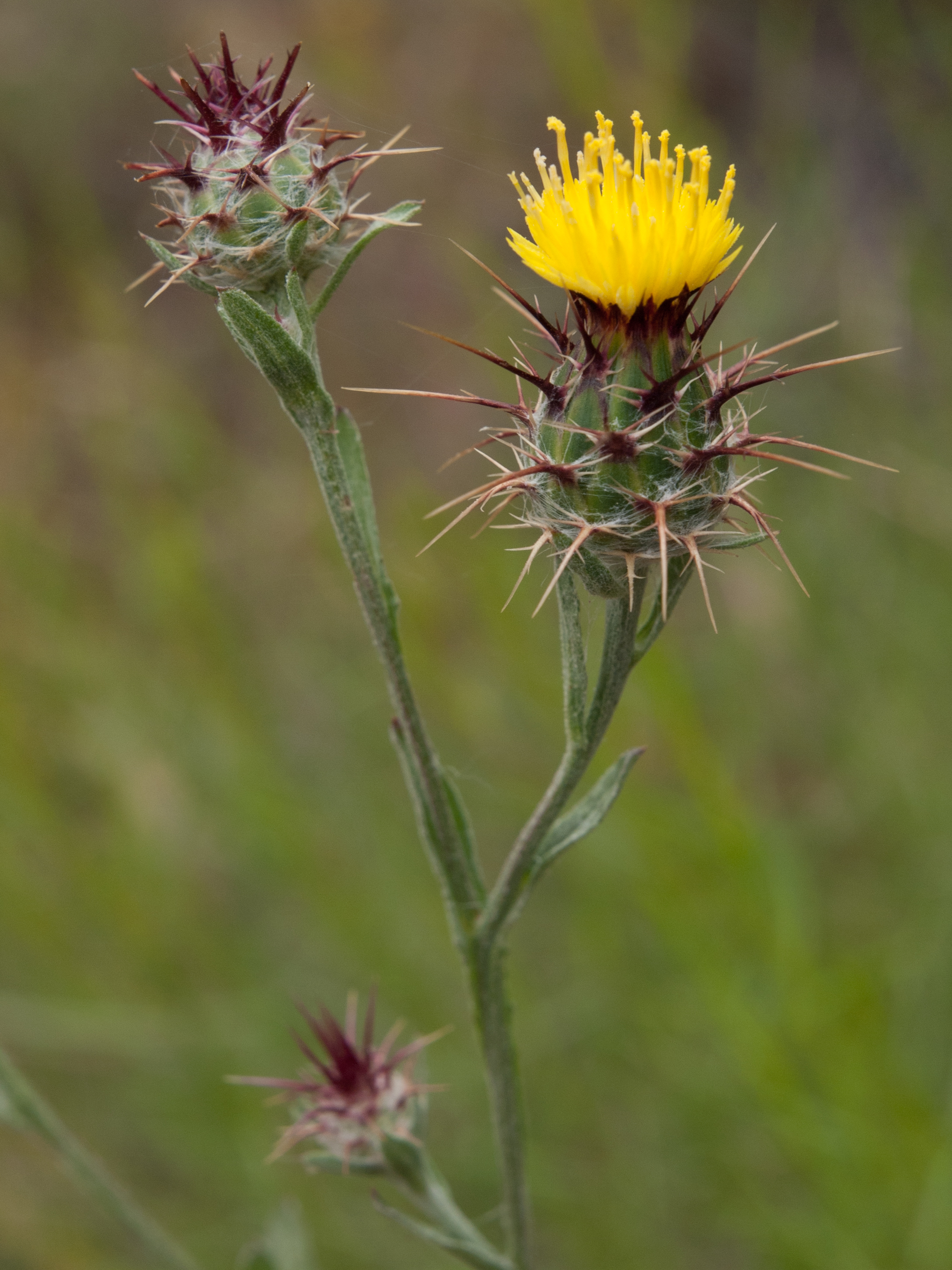
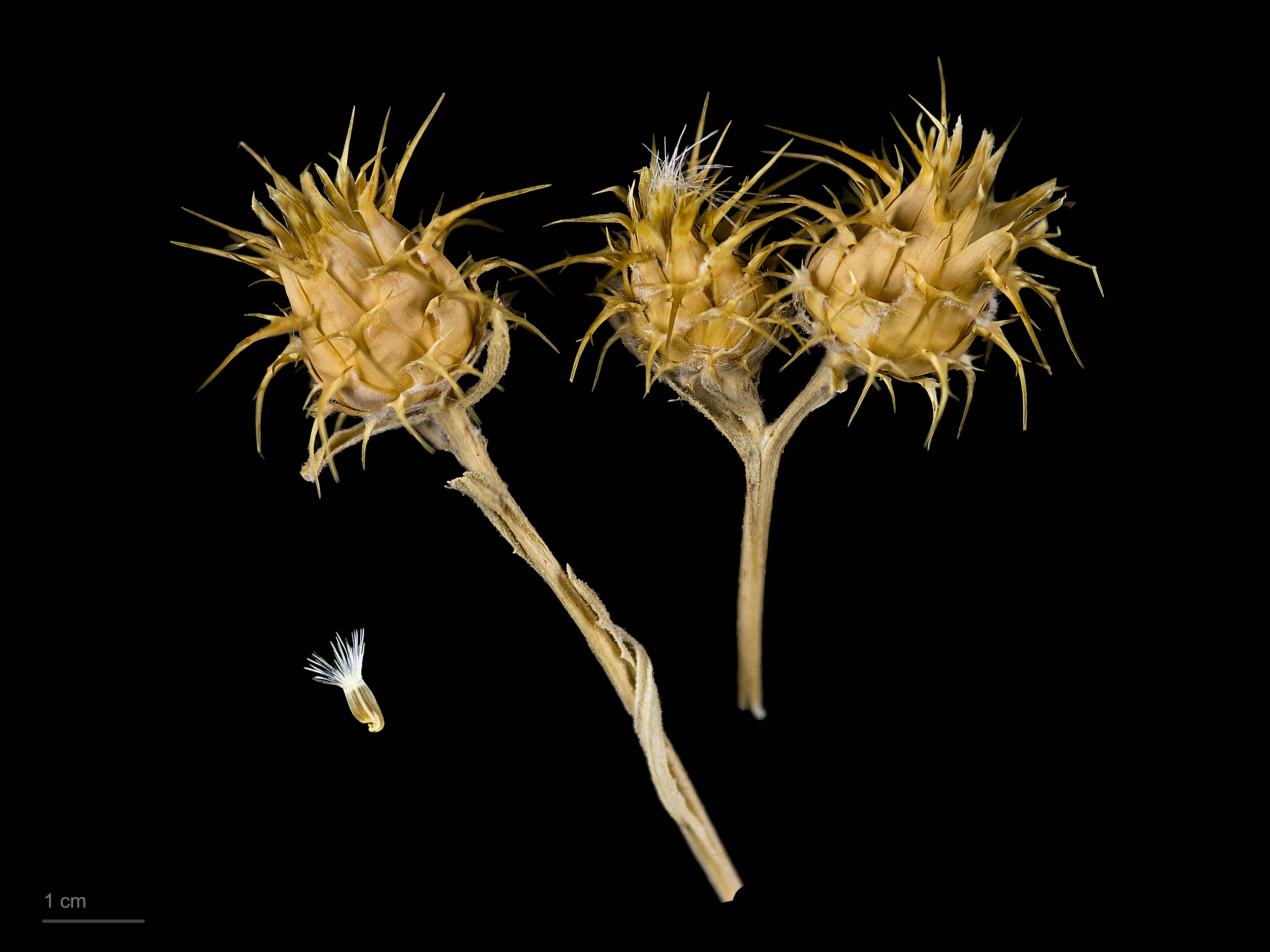
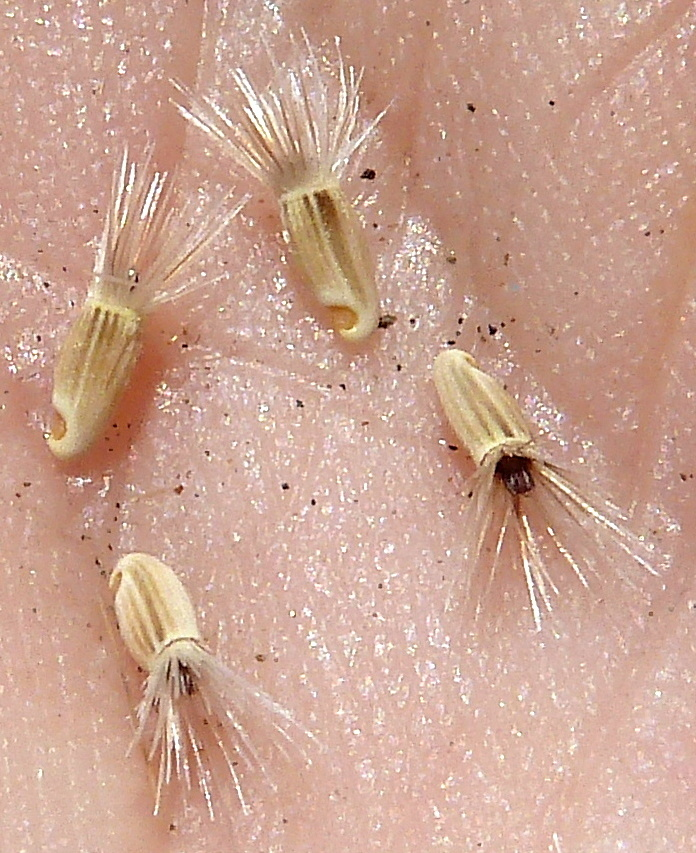